# 변은종
변은종(1983년 2월 23일 ~ )은 대한민국의 전직 스타크래프트 프로게이머이다. [GsP]JJu+___+라는 아이디를 사용하며, 종족은 저그이다.
2002년 하반기 STX SouL에 입단하며 프로게이머 생활을 시작했다.
2005년 4월 1일 STX SouL에서 삼성 갤럭시로 이적했다.
2008년 6월 은퇴하였으며, 은퇴 직후부터 2010년까지 포커 선수로 활동하였다.

## 수상 경력
- 2003년 6월 MBC게임 계몽사배 팀리그 신인왕
- 2003년 10월 안산시장배 준우승
- 2004년 한게임배 스타리그 4강
- 2004년 질레트 스타리그 2004 16강
- 2004년 EVER 스타리그 2004 16강
- 2004년 아이옵스 스타리그 04-05 16강
- 2005년 KTF bigi KOREA e-sports 2005 스타크래프트 부문 MVP
- 2005년 EVER 스타리그 2005 16강
- 2005년 So1 스타리그 2005 16강
- 2006년 신한은행 스타리그 시즌1 4강
- 2006년 신한은행 스타리그 시즌2 16강
- 2006년 프링글스 MSL 시즌2 4강
- 2007년 Gom TV MSL 시즌1 16강

- 팀리그 통산다승 1위 (23승 12패) - 2003년 데뷔 당시, 최연성, 서지훈과 함께 팀리그 3대 괴물로 불림.
- 케스파컵 전승 (5승 0패) - 1회 케스파컵 MVP, 결승전 5,7경기 출전하여 모두 승리.
- 통산 프로리그 전적 - 32승 26패

## 5전 3선승제
변은종은 5전 3선승제에서 가장 약한 선수이다. 총 5번의 5전 3선승제에서 단 한번도 승리를 거두지 못했다. 이것이 매번 스타리그 결승전에 진출하지 못한 이유였고, 여담으로 승부조작 사건으로 영구제명돼 현재 기록이 삭제된 진영수도 5판 3선승 다전제에서 단 한 번도 승리한 적이 없었다.
- 2004년 2월 27일 한게임배 스타리그 4강 vs 강민 1:3 패
- 2004년 3월 5일 한게임배 스타리그 3,4위전 vs 나도현 2:3 패
- 2006년 6월 9일 신한은행 스타리그 시즌1 4강 vs 조용호 0:3 패
- 2006년 6월 14일 신한은행 스타리그 시즌1 3,4위전 vs 홍진호 0:3 패
- 2006년 10월 26일 프링글스 MSL 시즌2 4강 vs 심소명 1:3 패

## 여담
중학교 2학년부터 3학년까지 1년동안 권투선수로 활동한 경험이 있다고 한다.